# Bruce Mazlish
Bruce Mazlish (15 de setembro de 1923 – 27 de novembro de 2016) foi um historiador estadunidense professor no Departamento de História do Instituto de Tecnologia de Massachusetts (MIT). Seu trabalho centra-se na historiografia e filosofia da história, história da ciência e da tecnologia, inteligência artificial, história das ciências sociais, revolução, psico-história, história da globalização e a história da cidadania global. Contribuiu de forma significativa para a construção dos campos de pesquisa da história da globalização e da história da cidadania global através de iniciativas, tais como as conferências em Nova História Global.

## Trajetória
Mazlish foi contratado como professor no  Instituto de Tecnologia de Massachusetts em 1950, tornando-se professor catedrático no Departamento de História, em 1965. Ele permaneceu lecionando no MIT até o outono de 2003, quando foi nomeado professor emérito. Os cursos ministrados ao longo da sua carreira incluíam "Marx, Darwin e Freud," a "Modernidade, Pós-modernidade e Capitalismo", e "A Nova História Mundial".
Seus artigos foram publicados em revistas especializadas como History and Theory, American Historical Review, Historically Speaking, e New Global Studies, bem como periódicos de audiência mais ampla como o Book Review Digest, Center Magazine, Encounter, The Nation, The New Republic, New York Magazine, e The Wilson Quarterly. Resenhas de seus livros apareceram em várias publicações, incluindo o The Christian Science Monitor, da Fortune Magazine, The New York Review of Books, e o New York Times.
Em 1960, Mazlish foi fundador e editor associado da revista History and Theory, ajudando a editá-la por dez anos. Em 1969, ele foi fundamental no estabelecimento do Journal of Interdisciplinary History contribuindo para a segurança financeira e institucional do periódico, e atuando no seu Conselho Consultivo até a sua morte.
Em 2004, a revista Historically Speaking, por ocasião de uma entrevista com Mazlish, conduzida por seu editor, Donald Yerxa, descreveu-o como "identificado com várias atividades intelectuais aparentemente díspares", como a psico-história, a história das ciências sociais, e o novo campo da história global, que ele estava ajudando a moldar.

## Prêmios e distinções
Mazlish foi eleito fellow da Academia Americana de Artes e Ciências, em 1967. A Academia financiou um projeto de análise da viabilidade de psico-história no qual Mazlish foi um investigador principal, juntamente com Erik Erikson, Philip Rieff, Robert Lifton, e outros.
Em 1972-73 Mazlish ganhou um Social Science Research Council Faculty Fellowship e atuou como Visiting Member do Instituto para Estudos Avançados.
De 1974 a 1979, Mazlish atuou como Chefe do MIT, do Departamento de Ciências Humanas (Curso XXI). Na época, havia 11 "seções", representando suas disciplinas (o que correspondia a cerca de 140 faculdade), uma pesada estrutura administrativa. Quando ele deixou o cargo, recomendou que cada seção se torna-se um departamento autônomo, o que ocorreu alguns anos mais tarde.
Mazlish recebeu o Prêmio Toynbee  em 1986-87. Ele também atuou no Conselho de Curadores (1992-2007), e como Presidente (1997-2006), de Toynbee Prize Foundation, que é filiada à American Historical Association.
Mazlish atuou no Conselho para o Prêmio Kluge da Biblioteca do Congresso, 2000-2003, e no conselho de administração do Rockefeller Archive Center, 1999-2005. Foi palestrante no Remsen Bird Honorary Lecture no Occidental College, Presidential Lecture na Brown University, e em inúmeros outros lugares nos Estados Unidos, na Argentina, na Índia, na Grã-Bretanha e na Rússia.
A faculdade de História do MIT realizou o simpósio, "World into Globe – History for the 21st Century" para celebrar o seu trabalho e ensino em 2011.
Os livros escritos por Mazlish receberam diversas honrarias, incluindo o Hudson Book Club Selection, Book Find Club Selection, e Kayden National Book Award (1994-1995), pelo seu livro The Fourth Discontinuity de 1993.

## Livros em português
- com Jacob Bronowski. A tradição intelectual do Ocidente. Trad. de Joaquim J. B. Coelho Rosa. Lisboa: Edições 70, 1983.
- com Leo Marx. Progresso: realidade ou ilusão? Bizâncio, 2001.